# Charles Amirkhanian

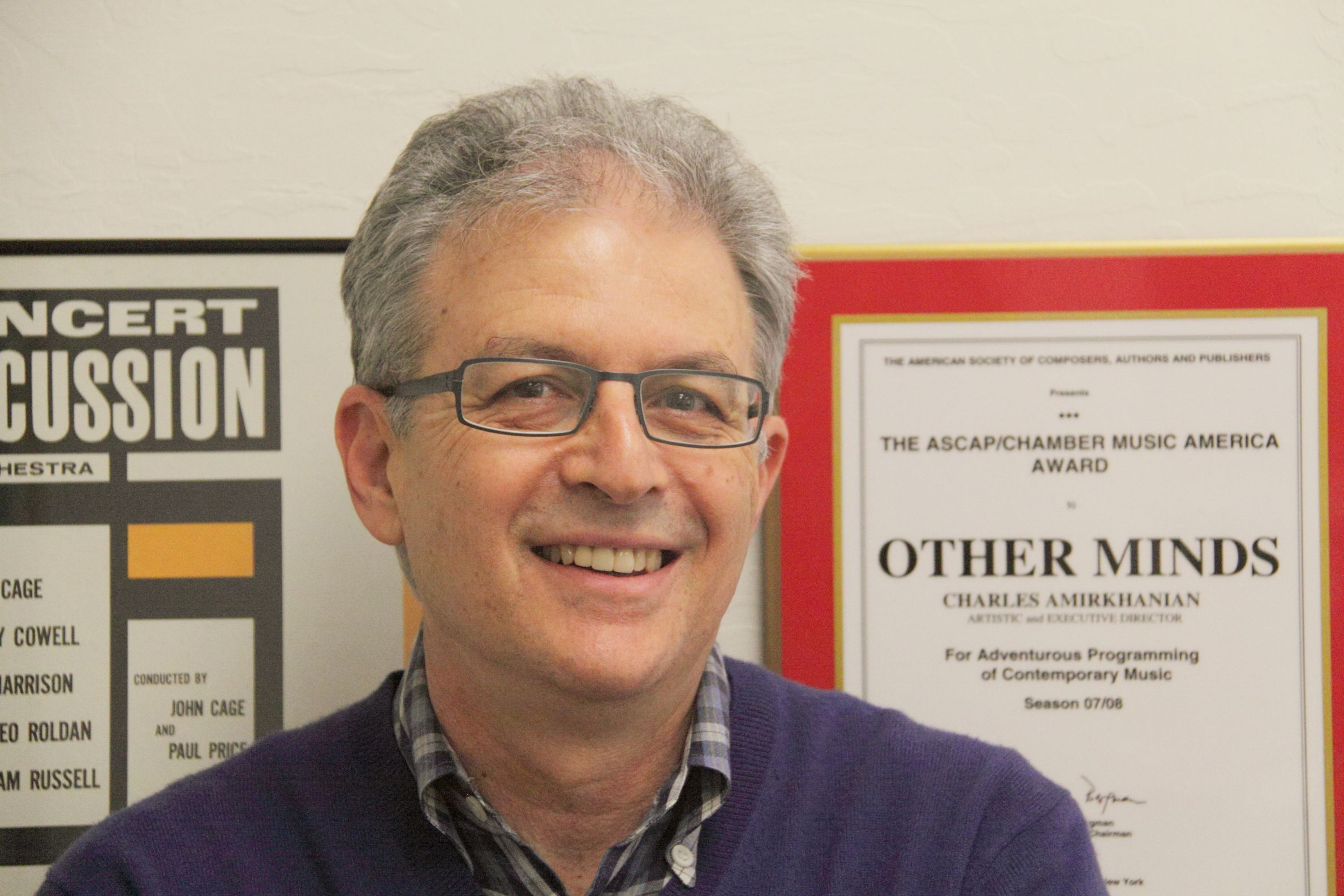

Charles Amirkhanian (* 19. Januar 1945 in Fresno, Kalifornien) ist ein US-amerikanischer Radioproduzent, Komponist, Lautdichter und Vertreter der Elektroakustischen Musik.

## Leben und Werk
Amirkhanian studierte an der California State University, Fresno und erlangte den Master an der San Francisco State University. Von 1969 bis 1992 war er als musikalischer Leiter am KPFA/Berkeley tätig. Er leitete von 1983 bis 1992 die Speaking of Music series am Exploratorium in San Francisco und war 1988 mit John Lifton der Begründer des Composer-to-Composer Festival im Telluride Institut in Colorado. Von 1993 bis 1997 war Amirkhanian im Vorstand des Djerassi Resident Artists Program in Woodside, California und seit 1993 der künstlerische Direktor der Other Minds Foundation.
Metropolis San Francisco (57 min), produziert vom WDR, wurde 1987 auf der documenta 8 in Kassel gespielt. Weitere bekannte Werke sind Portrait of Samuel Beckett (1987) und Loudspeakers. For Morton (1990).
Walking Tune und Mental Radio sind Cds von Amirkhanian. Er setzt Sprache und Stimme als Sound und Rhythmus ein.

## Auszeichnungen
- 1984: Letter of Distinction, American Music Center
- 1989: Deems Taylor Award
- 1997, 1999–2000: Rockefeller-Stiftung